# Wu Sha
Wu Sha (née le 24 octobre 1987) est une athlète chinoise, spécialiste du saut à la perche.

## Biographie
Après avoir remporté la médaille d'or à Manille en 2003 (avec 4,20 m) lors des Championnats d'Asie d'athlétisme, elle réédite son exploit à Kōbe en 2011 (avec 4,35 m).
Son record est de 4,40 m obtenu à Jinan le 24 octobre 2009. C'est l'amie de Liu Xiang.

### Palmarès
| Date | Compétition         | Lieu    | Résultat | Performance |
| ---- | ------------------- | ------- | -------- | ----------- |
| 2003 | Championnats d'Asie | Manille | 1re      | 4,20 m      |
| 2009 | Championnats d'Asie | Canton  | 2e       | 4,15 m      |
| 2011 | Championnats d'Asie | Kōbe    | 1re      | 4,35 m      |